# 元宿堰稲荷神社
元宿堰稲荷神社（もとじゅくぜきいなりじんじゃ）は、東京都足立区千住桜木にある神社である。旧「千住四本煙突守護社」。

## 歴史
- 宝暦4年（1754年）創建
- 昭和20年（1945年）11月 元宿神社の境内社に編入
- 昭和22年（1947年）2月 元宿神社より独立

## 祭神

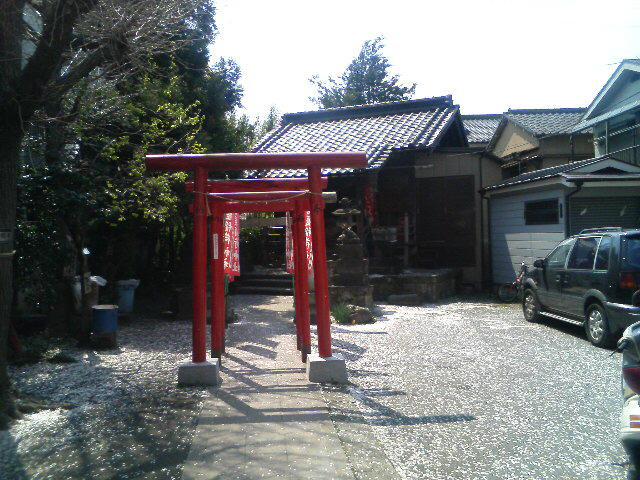
元宿堰稲荷神社境内

- 宇迦之御魂命
- 大国主大神

## 御神徳
- お化け除け

## 年紀
宝暦4年（1754年）に創建、
東京電力千住火力発電所の守護のとされた時期もある。

## 境内社

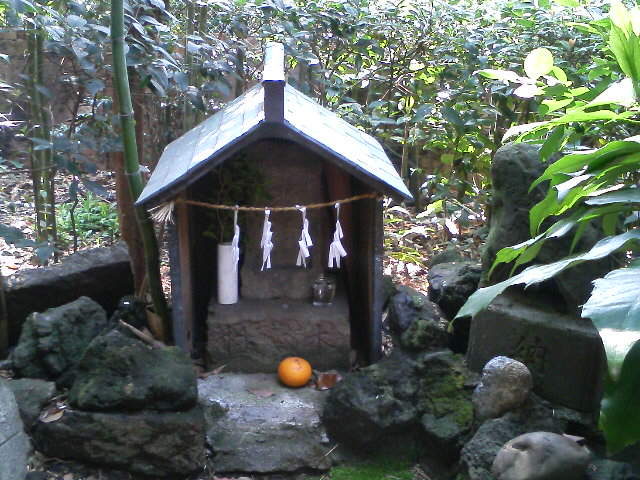
水神祠

- 水神の祠

## アクセス
- 北千住駅下車 徒歩20分
- 千住大橋駅下車 徒歩20分
- 都営バス・東武バス「千住桜木」下車
- 新日本観光自動車「桜木町」下車

## 千住四本煙突守護社

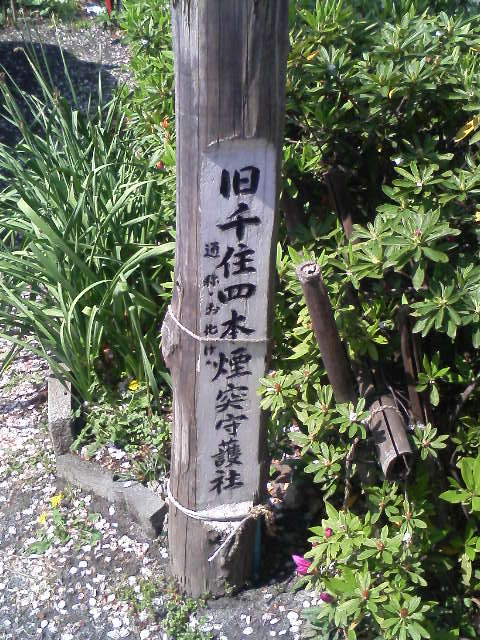
千住四本煙突守護社

1964年に閉鎖された東京電力千住火力発電所を鎮守する鎮守社として、企業発展の守護者とされている。

## 外部サイト
- 神社本庁
- 東京都神社庁